# Абоский мир
Або́ский мир (Або́ский ми́рный тракта́т, Або́ский ми́рный догово́р) — договор между Россией и Швецией, завершивший русско-шведскую войну 1741—1743 годов.

## Представители сторон
Формально переговоры о мире начались 23 января (3 февраля) 1743 года в городе Або (финское название — Турку), после того как русские войска захватили всю Финляндию вплоть до Улеаборга. Представителями России на переговорах были генерал-аншеф Александр Иванович Румянцев и полный генерал-инженер И. Л. Люберас.
Шведскую сторону представляли барон Герман Седеркрёйц и бывший посланник Швеции в Петербурге Эрик фон Нолькен.

## Цели сторон
Российская императрица Елизавета Петровна изъявила готовность при ведении мирных переговоров ограничить свои требования, если наследником шведского престола будет избран князь-епископ Любекский Адольф Фредрик, который приходился великому князю Петру Феодоровичу дядей. В этом случае русские уполномоченные должны были согласиться на возврат Абоского лена и Эстерботтена. В противном случае, речь шла о полном присоединении Финляндии к России.
Поскольку переговоры продвигались медленно, военные действия с наступлением весны возобновились. Русский галерный флот планировал высадку десанта на территории Швеции. Это побудило шведских представителей дать согласие на кандидатуру Адольфа-Фредрика.

## Условия договора
Обе стороны спешили с заключением мира, поэтому 16 (27) июня ещё до окончания редакции трактата был составлен «уверительный акт» (известный также как «Абоский прелиминарный мирный договор»), в котором без обычных формальностей были изложены четыре основных пункта договора:
- о скорейшем избрании и объявлении шведскими государственными чинами принца Адольфа-Фредрика наследником шведского престола;
- о скорейшем заключении формального мирного договора.
- о возврате Россией Швеции большей части Финляндии с удержанием за собой Кюменигордского лена и крепости Нейшлот;
- об отказе герцога Гольштейн-Готторпского Петера-Ульриха от требований, которые его герцогство всегда выдвигало по отношению к Швеции.

Окончательное подписание трактата состоялось 7 (18) августа, а обмен ратификаций — 27 августа (7 сентября). Трактат содержал в себе преамбулу и 21 статью, в которых повторялись условия Ништадтского мирного договора с соответствующими изменениями.

## Значение
Все территориальное приобретение по Абоскому миру ограничилось 226 кв. милями. Россия отступилась даже от той части Саволакса и Карелии, которая была некогда русской и которая после Ништадтского договора осталась под властью шведов. Однако к Российской империи отошла часть Кюменигордского и Нейшлотского лена с крепостью Нейшлот и городами Вильманстранд и Фридрихсгам.
Главное значение Абоского мира заключалось в том, что граница отдалялась от Петербурга, и тем самым снижалась опасность нападения неприятеля. Таким образом, Россия закрепила своё положение на Балтийском море и упрочила оборону северо-западных границ. В то же время Швеция снова подтвердила приобретения России в Прибалтике.
Тем не менее, расчёт Елизаветы Петровны на Адольфа-Фредрика оказался ошибочным, так как после его восшествия на престол в 1751 году его взгляды на вопросы внешней политики во многом совпали со взглядами вновь пришедшей к власти в 1746 году партии «шляп», придерживавшейся антироссийской ориентации.